# Улица Кирова (Салават)
Улица Кирова  — улица расположена в поселке Мусино.

## История
Застройка улицы началась в 19 веке.   Улица застроена частными 1-2 этажными домами. 

## Трасса
Улица Кирова начинается от улицы Революционная и заканчивается на улице улицы Крупской.
Улицу пересекают улицы Комсомольская и Крупской.

## Транспорт
По улице Кирова общественный транспорт не ходит.